# 공포의 총합
공포의 총합(The Sum of All Fears)은 톰 클랜시의 스릴러 소설로, 2002년에는 영화화되었다.

## 같이 보기
- 썸 오브 올 피어스 (영화)